# Formula–1 bahreini nagydíj
Az első bahreini nagydíjat 2004-ben rendezték a Bahrain International Circuiton, Szahírban. Mint az összes új pályát (maláj nagydíj, kínai nagydíj, vagy a török nagydíj), ezt is a német Hermann Tilke tervezte. A pálya a sivatag közepén épült, az autóknak így problémáik lehetnek a nagy hőséggel, vagy a homokkal. A nagydíj dobogóján rózsavízzel ünnepelnek a versenyzők a pezsgő helyett, mivel az arab országban tilos alkoholtartalmú italt fogyasztani. A száraz verseny szinte garantált, hiszen itt egy évben összesen 3-5 napon esik. 2005-ben a Ferrari, 2006 elején a Toro Rosso, a Ferrari és a Honda is tesztelt is a pályán, mivel Bahreinben télen is meleg van, míg Európa nagy részén ilyenkor hideg és nedves az idő.
2011-ben az év első futama lett volna, azonban a Bahreinben zajló politikai körülmények miatt elmaradt. Az FIA 2011. június 3-án úgy döntött, hogy a bahreini nagydíjat az indiai nagydíj tervezett időpontjában, 2011. október 28. és 2011. október 30. között rendezik meg. A verseny szervezői azonban az FIA döntése után egy héttel később önként lemondtak a verseny megrendezésétől, így 2011-ben nem rendeztek bahreini nagydíjat.
2014-től mesterséges fényviszonyok között rendezik a bahreini  nagydíjat.
2022 februárjában bejelentették, hogy 2036-ig a formula–1-es versenynaptár része marad a bahreini nagydíj.

## Futamgyőztesek

A szahír nagydíj vonalvezetése

| Év      | Versenyző          | Konstruktőr           | Pálya     | Összefoglaló |
| ------- | ------------------ | --------------------- | --------- | ------------ |
| 2025    | Oscar Piastri      | McLaren               | Szahír    | Összefoglaló |
| 2024    | Max Verstappen     | Red Bull              | Szahír    | Összefoglaló |
| 2023    | Max Verstappen     | Red Bull              | Szahír    | Összefoglaló |
| 2022    | Charles Leclerc    | Ferrari               | Szahír    | Összefoglaló |
| 2021    | Lewis Hamilton     | Mercedes              | Szahír    | Összefoglaló |
| 2020[1] | Sergio Pérez       | Racing Point-Mercedes | Szahír[1] | Összefoglaló |
| 2020[1] | Lewis Hamilton     | Mercedes              | Szahír    | Összefoglaló |
| 2019    | Lewis Hamilton     | Mercedes              | Szahír    | Összefoglaló |
| 2018    | Sebastian Vettel   | Ferrari               | Szahír    | Összefoglaló |
| 2017    | Sebastian Vettel   | Ferrari               | Szahír    | Összefoglaló |
| 2016    | Nico Rosberg       | Mercedes              | Szahír    | Összefoglaló |
| 2015    | Lewis Hamilton     | Mercedes              | Szahír    | Összefoglaló |
| 2014    | Lewis Hamilton     | Mercedes              | Szahír    | Összefoglaló |
| 2013    | Sebastian Vettel   | Red Bull              | Szahír    | Összefoglaló |
| 2012    | Sebastian Vettel   | Red Bull              | Szahír    | Összefoglaló |
| 2011    | elmaradt           | elmaradt              | Szahír    | Összefoglaló |
| 2010    | Fernando Alonso    | Ferrari               | Szahír    | Összefoglaló |
| 2009    | Jenson Button      | Brawn-Mercedes        | Szahír    | Összefoglaló |
| 2008    | Felipe Massa       | Ferrari               | Szahír    | Összefoglaló |
| 2007    | Felipe Massa       | Ferrari               | Szahír    | Összefoglaló |
| 2006    | Fernando Alonso    | Renault               | Szahír    | Összefoglaló |
| 2005    | Fernando Alonso    | Renault               | Szahír    | Összefoglaló |
| 2004    | Michael Schumacher | Ferrari               | Szahír    | Összefoglaló |

Megjegyzés:
- A szahír nagydíj vonalvezetése↑ 1:  — 2020-ban két bahreini nagydíjat is rendeztek két egymást követő hétvégén a koronavírus-járvány miatt törölt futamok pótlása végett. A második futam szahír nagydíj néven szerepelt a versenynaptárban, és egy alternatív, rövidebb aszfaltcsíkon került megrendezésre egy héttel a "rendes" bahreini nagydíjat követően, a versenytáv 87 kör volt.

## Legsikeresebb versenyzők
| Győzelmek | Versenyző        | Győztes évek                 |
| --------- | ---------------- | ---------------------------- |
| 5         | Lewis Hamilton   | 2014, 2015, 2019, 2020, 2021 |
| 4         | Sebastian Vettel | 2012, 2013, 2017, 2018       |
| 3         | Fernando Alonso  | 2005, 2006, 2010             |
| 2         | Felipe Massa     | 2007, 2008                   |
| 2         | Max Verstappen   | 2023, 2024                   |